# Noiseau

Położenie Noiseau w ramach aglomeracji paryskiej

Noiseau – miejscowość i gmina we Francji, w regionie Île-de-France, w departamencie Dolina Marny.
Według danych na rok 1990 gminę zamieszkiwało 2831 osób, a gęstość zaludnienia wynosiła 631 osób/km² (wśród 1287 gmin regionu Île-de-France Noiseau plasuje się na 415. miejscu pod względem liczby ludności, natomiast pod względem powierzchni na miejscu 716.).